# Gia Phúc
Gia Phúc là một xã thuộc thành phố Hải Phòng, Việt Nam.

## Địa lý
Xã Gia Phúc có diện tích 31,79  km², dân số năm 2022 là 40.682 người, mật độ dân số đạt 1.576 người/km².

## Lịch sử
Ngày 24 tháng 10 năm 2024, Ủy ban Thường vụ Quốc hội ban hành Nghị quyết số 1250/NQ-UBTVQH15 về việc sắp xếp đơn vị hành chính cấp xã của tỉnh Hải Dương giai đoạn 2023 – 2025 (nghị quyết có hiệu lực từ ngày 1 tháng 12 năm 2024). Theo đó, thành lập xã Gia Phúc thuộc huyện Gia Lộc trên cơ sở toàn bộ 3,51 km² diện tích tự nhiên, quy mô dân số là 6.128 người của xã Gia Tân và toàn bộ 4,63 km² diện tích tự nhiên, quy mô dân số là 6.688 người của xã Gia Khánh.
Xã Gia Phúc có 8,13 km² diện tích tự nhiên và quy mô dân số là 12.816 người.